# Brachyscelus globiceps
Brachyscelus globiceps är en kräftdjursart. Brachyscelus globiceps ingår i släktet Brachyscelus och familjen Lycaeidae. Inga underarter finns listade i Catalogue of Life.